# František IV. Modenský
František IV. Modenský (6. října 1779, Milán – 21. ledna 1846, Modena) byl rakouský arcivévoda, v letech 1814 až 1846 vévoda modenský a reggijský a od roku 1829 také vévoda Massy a Carrary. Pocházel z dynastie Rakouští-Este, což byla vedlejší větev Habsbursko-lotrinské dynastie.

## Biografie

### Původ
Narodil se jako druhý syn (prvorozený však zemřel jako nemluvně)/páté dítě z deseti potomků rakouského arcivévody Ferdinanda Karla Habsbursko-Lotrinského a jeho manželky Marie Beatrice Ricciardy d'Este, jediného potomka modenského vévody Ercola III. d'Este; ta jako jediná dědička svého otce svým sňatkem s habsburským arcivévodou přinesla modenské dědictví habsburskému rodu, založivši zároveň novou rodovou linii Rakoští-Este.
František byl přes svého otce vnukem Marie Terezie a jako takový zároveň arcivévodou rakouským a princem českým, uherským a chorvatským. Přes svou matku byl zase potomkem italského rodu Este. Jeho starší sestra Marie Ludovika se v roce 1808 stala třetí manželkou císaře Františka I.

### Mládí
Od narození žil s rodiči a sourozenci v Miláně a od roku 1796 v Rakousku, kam se rodina uchýlila před napoleonskými vojsky. Zatímco jeho matka a mladší sourozenci pobývaly ve Vídeňském Novém Městě, František zůstal s otcem a žil převážně ve Vídni. Svému otci dělal často doprovod na cestách, kterými je pověřil císař František I.

### Modenský vévoda
Od roku 1806 byl dědicem modenského vévodství, které však bylo od roku 1805 přivtěleno k italskému království. Na trůn vstoupil rozhodnutím Vídeňského kongresu roku 1814. Za jeho panování tvrdě potlačil revoluční hnutí a Modena se stala centrem reakčních sil celé Itálie. Po smrti své matky zdědil vévodství Massa a Carrara. Za revoluce v roce 1831 byl nucen v únoru prchnout do Маntovy. Již v březnu téhož roku však se vrátil, přizvav na pomoc rakouskou armádu, a s účastníky revoluce se nemilosrdně vypořádal. Zemřel v roce 1846 a pochován byl v modenském kostele sv. Vincenza.

### Manželství, potomci
V roce 1812 si vzal za ženu svou neteř, princeznu Marii Beatricii Savojskou, dceru sardinského krále Viktora Emanuela I. Z jejich manželství vzešli čtyři potomci – dva synové a dvě dcery:
- 1. Marie Tereza (14. 7. 1817 Modena – 25. 3. 1886 Gorizia)
  - ⚭ 1846 Jindřich (29. 9. 1820 Paříž – 24. 8.1883 Lanzenkirchen), hrabě z Chambord, vévoda z Bordeaux, král francouzský a navarrrský mezi 2. srpnem a 9. srpnem 1830
- 2. František V. (1. 6. 1819 Modena – 20. 11. 1875 Vídeň), modenský, reggijský, masský a carrarský vévoda v letech 1846 až 1859
  - ⚭ 1842 princezna Adéla Augusta Bavorská (19. 3. 1823 Würzburg – 28. 10. 1914 tamtéž)
- 3. Ferdinand Karel (20. 7. 1821 Modena – 15. 12. 1849 Brno), rakouský arcivévoda a modenský princ, polní maršálek
  - ⚭ 1847 Alžběta Františka Marie Habsbursko-Lotrinská (17. 1. 1831 Budín – 14. 2. 1903 Vídeň)
- 4. Marie Beatrix (13. 2. 1824 Modena – 18. 3. 1906 Štýrský Hradec)
  - ⚭ 1847 Jan Bourbonsko-Braganzský (15. 5. 1822 Aranjuez – 18. 11. 1887), hrabě z Montizónu, karlistický pretendent španělského trůnu

## Vývod z předků
|                        |                                             |  |                |                                          |  |  |  |  |  |  |  | Karel V. Lotrinský |
|                        |                                             |  |                |                                          |  |  |  |  |  |  |  |                    |
|                        | Leopold Josef Lotrinský                     |  |                |                                          |  |  |  |  |  |  |  |                    |
|                        |                                             |  |                |                                          |  |  |  |  |  |  |  |                    |
|                        |                                             |  |                | Eleonora Marie Josefa Habsburská         |  |  |  |  |  |  |  |                    |
|                        |                                             |  |                |                                          |  |  |  |  |  |  |  |                    |
|                        | František I. Štěpán Lotrinský               |  |                |                                          |  |  |  |  |  |  |  |                    |
|                        |                                             |  |                |                                          |  |  |  |  |  |  |  |                    |
|                        |                                             |  |                | Filip I. Orleánský                       |  |  |  |  |  |  |  |                    |
|                        |                                             |  |                |                                          |  |  |  |  |  |  |  |                    |
|                        | Alžběta Charlotta Orléanská                 |  |                |                                          |  |  |  |  |  |  |  |                    |
|                        |                                             |  |                |                                          |  |  |  |  |  |  |  |                    |
|                        |                                             |  |                | Alžběta Šarlota Falcká                   |  |  |  |  |  |  |  |                    |
|                        |                                             |  |                |                                          |  |  |  |  |  |  |  |                    |
|                        | Ferdinand Karel Habsbursko-Lotrinský        |  |                |                                          |  |  |  |  |  |  |  |                    |
|                        |                                             |  |                |                                          |  |  |  |  |  |  |  |                    |
|                        |                                             |  |                | Leopold I.                               |  |  |  |  |  |  |  |                    |
|                        |                                             |  |                |                                          |  |  |  |  |  |  |  |                    |
|                        | Karel VI.                                   |  |                |                                          |  |  |  |  |  |  |  |                    |
|                        |                                             |  |                |                                          |  |  |  |  |  |  |  |                    |
|                        |                                             |  |                | Eleonora Magdalena Falcko-Neuburská      |  |  |  |  |  |  |  |                    |
|                        |                                             |  |                |                                          |  |  |  |  |  |  |  |                    |
|                        | Marie Terezie                               |  |                |                                          |  |  |  |  |  |  |  |                    |
|                        |                                             |  |                |                                          |  |  |  |  |  |  |  |                    |
|                        |                                             |  |                | Ludvík Rudolf Brunšvicko-Wolfenbüttelský |  |  |  |  |  |  |  |                    |
|                        |                                             |  |                |                                          |  |  |  |  |  |  |  |                    |
|                        | Alžběta Kristýna Brunšvicko-Wolfenbüttelská |  |                |                                          |  |  |  |  |  |  |  |                    |
|                        |                                             |  |                |                                          |  |  |  |  |  |  |  |                    |
|                        |                                             |  |                | Kristýna Luisa Öttingenská               |  |  |  |  |  |  |  |                    |
|                        |                                             |  |                |                                          |  |  |  |  |  |  |  |                    |
| František IV. Modenský |                                             |  |                |                                          |  |  |  |  |  |  |  |                    |
|                        |                                             |  |                |                                          |  |  |  |  |  |  |  |                    |
|                        |                                             |  | Rinaldo d'Este |                                          |  |  |  |  |  |  |  |                    |
|                        |                                             |  |                |                                          |  |  |  |  |  |  |  |                    |
|                        | František III. d'Este                       |  |                |                                          |  |  |  |  |  |  |  |                    |
|                        |                                             |  |                |                                          |  |  |  |  |  |  |  |                    |
|                        |                                             |  |                | Šarlota Brunšvicko-Lüneburská            |  |  |  |  |  |  |  |                    |
|                        |                                             |  |                |                                          |  |  |  |  |  |  |  |                    |
|                        | Ercole III. d'Este                          |  |                |                                          |  |  |  |  |  |  |  |                    |
|                        |                                             |  |                |                                          |  |  |  |  |  |  |  |                    |
|                        |                                             |  |                | Filip II. Orléanský                      |  |  |  |  |  |  |  |                    |
|                        |                                             |  |                |                                          |  |  |  |  |  |  |  |                    |
|                        | Šarlota Aglaé Orléanská                     |  |                |                                          |  |  |  |  |  |  |  |                    |
|                        |                                             |  |                |                                          |  |  |  |  |  |  |  |                    |
|                        |                                             |  |                | Františka Marie Bourbonská               |  |  |  |  |  |  |  |                    |
|                        |                                             |  |                |                                          |  |  |  |  |  |  |  |                    |
|                        | Marie Beatrice d'Este                       |  |                |                                          |  |  |  |  |  |  |  |                    |
|                        |                                             |  |                |                                          |  |  |  |  |  |  |  |                    |
|                        |                                             |  |                | Carlo II. Cibo-Malaspina                 |  |  |  |  |  |  |  |                    |
|                        |                                             |  |                |                                          |  |  |  |  |  |  |  |                    |
|                        | Alderano I. Cybo-Malaspina                  |  |                |                                          |  |  |  |  |  |  |  |                    |
|                        |                                             |  |                |                                          |  |  |  |  |  |  |  |                    |
|                        |                                             |  |                | Teresa Pamfili                           |  |  |  |  |  |  |  |                    |
|                        |                                             |  |                |                                          |  |  |  |  |  |  |  |                    |
|                        | Marie Tereza Cybo-Malaspina                 |  |                |                                          |  |  |  |  |  |  |  |                    |
|                        |                                             |  |                |                                          |  |  |  |  |  |  |  |                    |
|                        |                                             |  |                | Camillo III. Gonzaga                     |  |  |  |  |  |  |  |                    |
|                        |                                             |  |                |                                          |  |  |  |  |  |  |  |                    |
|                        | Richarda Gonzagová                          |  |                |                                          |  |  |  |  |  |  |  |                    |
|                        |                                             |  |                |                                          |  |  |  |  |  |  |  |                    |
|                        |                                             |  |                | Matylda d'Este                           |  |  |  |  |  |  |  |                    |
|                        |                                             |  |                |                                          |  |  |  |  |  |  |  |                    |